# تيم هورنزباي
تيم هورنزباي (بالإنجليزية: Tim Hornsby)‏ هو راكب الكنو أمريكي، ولد في 20 يوليو 1986.

## وصلات خارجية
- تيم هورنزباي على موقع الاتحاد الدولي للكانو (الإنجليزية)
- تيم هورنزباي على موقع أوليمبيديا (الإنجليزية)
- تيم هورنزباي على موقع اللجنة الأولمبية والبارالمبية الأمريكية (الإنجليزية)